# Грушка (Роздільнянський район)
Гру́шка — село в Україні, у Великомихайлівській селищній громаді Роздільнянського району Одеської області. Населення становить 15 осіб.
До 17 липня 2020 року було підпорядковане Великомихайлівському району, який був ліквідований.

## Населення
Згідно з переписом 1989 року населення села становило 6 осіб, з яких 2 чоловіки та 4 жінки.
За переписом населення 2001 року в селі мешкало 15 осіб.

### Мова
Розподіл населення за рідною мовою за даними перепису 2001 року:
| Мова       | Відсоток |
| ---------- | -------- |
| українська | 40 %     |
| російська  | 33,33 %  |
| молдовська | 26,67 %  |